# Anisoperas albimaculata
Anisoperas albimaculata är en fjärilsart som beskrevs av W. Warren 1901. Anisoperas albimaculata ingår i släktet Anisoperas och familjen mätare. Inga underarter finns listade i Catalogue of Life.